# راب باتین
راب باتین (انگلیسی: Rob Bottin؛ زادهٔ ۱ آوریل ۱۹۵۹) چهره‌پرداز اهل کشور ایالات متحده آمریکا است. وی در سال ۱۹۸۷ نامزد جایزه اسکار برای بهترین چهره‌پردازی شد.